# 中牟礼貞則
中牟礼 貞則（なかむれ さだのり、1933年3月15日 - ）は鹿児島県出水市（旧出水郡）出身のジャズギタリスト。

## 生い立ち
小学生のころからギターが好きで自作の木製ギターを制作したり、蓄音器で音楽を聴いていたりした。18歳で東京都に移住して青山学院大学在学中の1952年にプロデビューした。渡辺貞夫、前田憲男、猪俣猛などのミュージシャンと共演した。1963年に銀巴里セッションに参加した。2024年、文化庁長官表彰。
弟子に渡辺香津美がいる。

## ディスコグラフィ

### アルバム
1. INTER CROSS（1999年、ZEST）
2. Remembrance（2001年1月21日、ZEST）
3. ギター・サンバ (2007年10月26日)
4. Detour Ahead – Live at AIREGIN（2020年11月29日）

### 参加作品
1. ギター・ルネッサンスⅢ［翼］- 渡辺香津美（2006年6月7日）
2. My Heart Belongs to daddy（2006年11月26日）
3. Gentle Three (2008年12月17日)
4. Introducin' - 浅利史花（2020年11月25日）